# Большой Яшнур
Большой Яшнур (мар. Кугу Яшнур) — деревня в Медведевском районе Республики Марий Эл. Входит в состав Пекшиксолинского сельского поселения.

## География
Находится на расстоянии приблизительно 6 км по прямой на северо-запад от северо-западной окраины города Йошкар-Ола.

## История
Деревня известна с 1723 года, когда в ней было учтено 22 двора, проживали 65 мужчин. В 1919 году в деревне было 44 хозяйства. В советское время работали колхозы «Путь к социализму» и «Дружба».

## Население
Население составляло 104 человека (мари 84 %) в 2002 году, 128 в 2010.